# Life (serie de televisión documental)
Life es una serie documental de la BBC sobre la vida en la Tierra. Fue emitida por primera vez en televisión en las cadenas BBC One y BBC HD, de octubre a diciembre de 2009.
La serie da una visión global de las estrategias y comportamientos que los seres vivos han desarrollado a lo largo de su existencia para sobrevivir. Rodada durante 4 años, la serie fue filmada al completo en HD.
El programa consta de 10 capítulos de 50 minutos de duración cada uno. El primer capítulo da una introducción general de la serie y el resto se dedica en exclusiva a algunos de los principales grupos de seres vivos del planeta. Su objetivo es mostrar las características comunes que han contribuido al éxito de cada grupo, y documentar momentos íntimos y dramáticos en la vida de determinadas especies elegidas por su carisma y su extraordinario comportamiento.
Life fue procudida por la BBC Natural History Unit en asociación con Discovery Channel, Skai TV y Open University.

## Episodios
- 1. Challenges of Life.
- 2. Reptiles and Amphibians.
- 3. Mammals.
- 4. Fish.
- 5. Birds.
- 6. Insects.
- 7. Hunters and Hunted.
- 8. Creatures of the Deep.
- 9. Plants.
- 10. Primates.